# Becca d'Oren
La Becca d'Oren (3.532 m s.l.m.) è una montagna delle Alpi Pennine posta lungo il confine tra l'Italia e la Svizzera. Dal versante italiano si trova a chiusura della Valpelline; dal versante svizzero si trova sopra Arolla.

## Descrizione

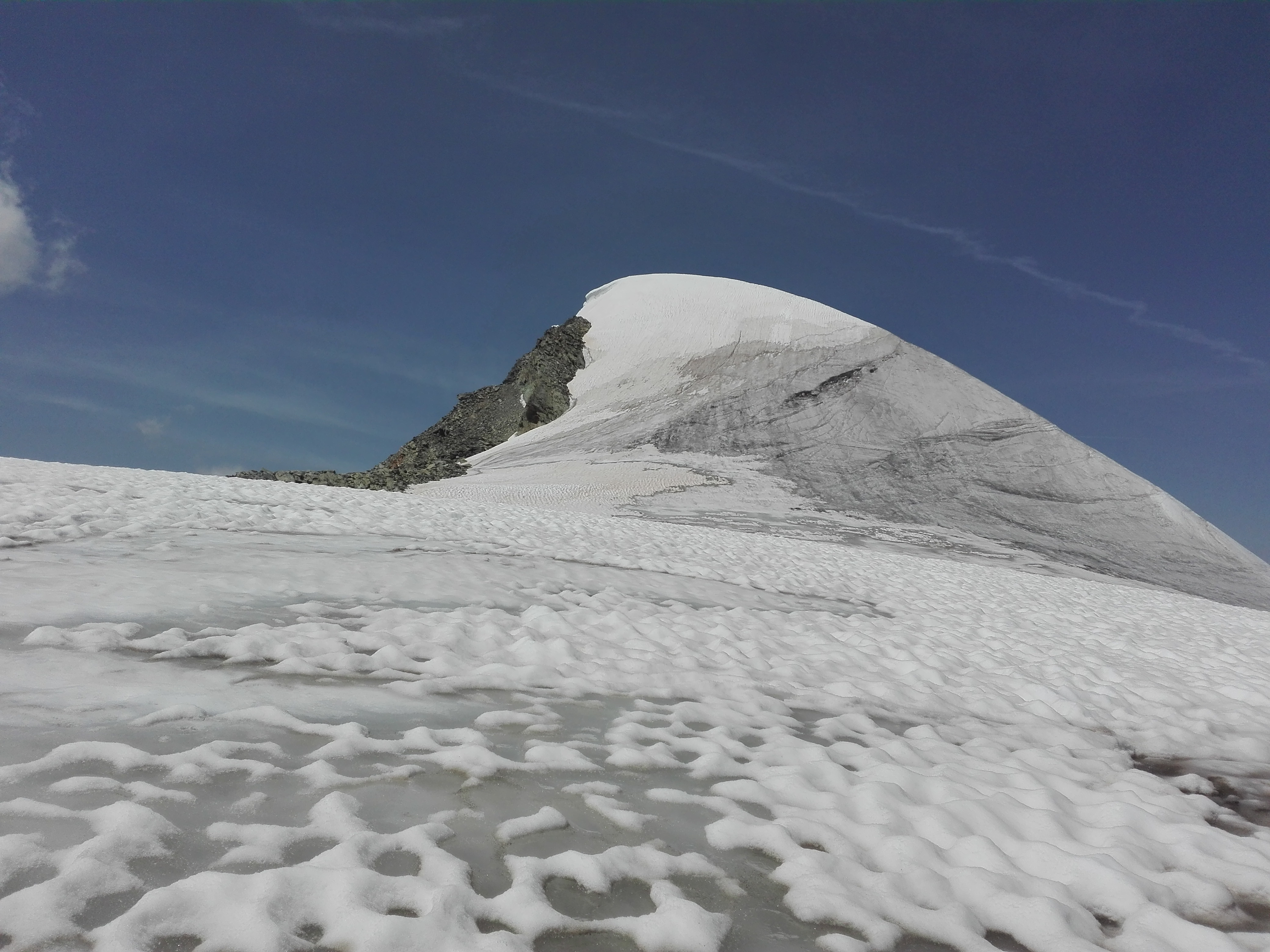
la vetta orientale della montagna.

La montagna si colloca sul tratto di confine tra l'Italia e la Svizzera compreso tra La Sengla e l'Evêque. Il Col d'Oren (3.264 m) la separa dalla Sengla mentre il Col de l'Evêque (3.382 m) la divide dall'Evêque. Il versante italiano precipita sulla Comba d'Oren, vallone che ospita il Rifugio Nacamuli al col Collon mentre il versante svizzero è ammantato dal Ghiacciaio d'Arolla. Presenta tre vette di cui la più alta è quella est. La vetta ovest raggiunge i 3.490 m.

## Salita alla vetta
Dalla Valpelline è possibile salire sulla vetta partendo dal rifugio Nacamuli al Col Collon e passando dal colle Collon. Dal rifugio per sentiero non molto segnalato si sale al colle. Appena superato il colle si svolta a sinistra e si mette piede sulla parte alta dell'Alto Ghiacciaio d'Arolla. Si risale il ghiacciaio fino al Col de l'Evêque ed infine dal colle si affronta la cuspide innevata della vetta.